# Diodoro Siculo

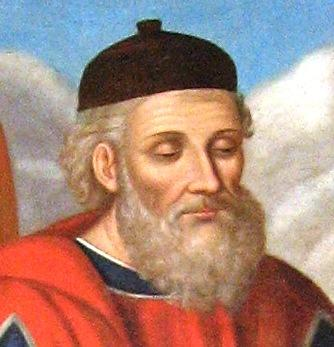
Nell'immagine un ritratto di Diodoro risalente al XIX secolo (custodito presso la biblioteca del comune di Agira)

Diodoro Siculo (in greco antico: Διόδωρος Σικελιώτης?, Diódōros Sikeliṑtēs; Agyrium, 90 a.C. circa – 27 a.C. circa) è stato uno storico siceliota, autore di una monumentale storia universale, la Bibliotheca historica.

## Biografia
Nacque in Sicilia, ad Agira: il suo traduttore inglese, Charles Henry Oldfather, sottolinea infatti la "singolare coincidenza" che una delle due sole iscrizioni greche di Agyrium (IG XIV, 588) sia la pietra tombale di un "Diodoro figlio di Apollonio".
Girolamo scrive che Diodoro fiorì nel 49 a.C., e questa data pare confermata dalle stesse parole dello storico greco. Il più antico tratto autobiografico che egli segnala nella sua opera è il suo viaggio in Egitto durante la 180ª olimpiade (fra il 60 e il 56 a.C.). In quell'occasione fu testimone dell'ira di una folla che chiedeva la morte di un cittadino romano reo di aver ucciso accidentalmente un gatto, animale sacro agli egizi (Bibliotheca historica, I, 41 e I, 83).
Il dato storico più recente menzionato da Diodoro è invece la vendetta di Ottaviano sulla città di Tauromenion, colpevole di avergli rifiutato l'aiuto necessario ad evitare una sconfitta navale contro Sesto Pompeo attorno al 36 a.C. Poiché Diodoro sembra ignorare che l'Egitto divenne una provincia romana - il che avvenne nel 30 a.C. - è presumibile che abbia completato l'opera prima di quella data.

## L'opera

Bibliotheca historica, 1746. Da BEIC, biblioteca digitale

Diodoro stesso informa di aver dedicato trent'anni della propria vita (quindi all'incirca dal 60 a poco prima del 30 a.C.) alla realizzazione della sua Biblioteca, durante i quali compì numerosi e pericolosi viaggi in Europa e in Asia, utili alle sue ricerche. 
Diodoro presenta la sua opera, la Bibliotheca historica, come una storia universale dalle origini del mondo alle campagne di Cesare in Gallia e in Britannia. Era composta da 40 libri, suddivisi successivamente in pentadi e decadi. L'opera non si è conservata integralmente. A noi sono giunti completi i primi 5 libri (sull'Egitto [libro I], sulla Mesopotamia, sull'India, sulla Scizia e sull'Arabia [II], sull'Africa settentrionale [III], sulla Grecia [IV] e sull'Europa [V]) e i libri XI-XX (dal 480 e dai diadochi al 301 a.C.). Possiamo tuttavia trarre alcuni dati sull'opera e ricostruirne l'impianto, grazie ai numerosi estratti di epoca medievale (contenuti negli scritti di Fozio e Costantino Porfirogenito) e ai numerosi frammenti che ne rimangono. 
Nel proemio sono enunciate le finalità dell'opera: innanzitutto giovare a tutti gli uomini, garantendo loro la conoscenza di quella comune esperienza umana che è la storia e offrendo loro un insegnamento, esente da rischi, di ciò che è utile; quindi, secondo un'ideologia stoica, tentare di riunire sotto un unico ordinamento tutti gli uomini, tutti cittadini del mondo anche se divisi nello spazio e nel tempo.
Oltre al proprio contributo, l'ambizioso progetto proemiale, include, come eloquentemente rivela il titolo, in una biblioteca, un repertorio di libri – riletti, revisionati o copiati – di altri autori (Ecateo, Ctesia di Cnido, Eforo, Teopompo, Timeo, Duride, Ieronimo di Cardia, Evemero, Polibio, Posidonio, vari annalisti romani).
È poco corretto considerare Diodoro come mero ripetitore delle sue fonti, secondo un diffuso pregiudizio di matrice ottocentesca. In ogni caso la sua opera risulta molto utile agli studiosi moderni, poiché consente di recuperare, pressoché intatti nella loro forma originale, testi di autori altrimenti perduti. L'opera di Diodoro è infatti stata, giustamente, considerata alla stregua di un "libro-biblioteca", ossia un libro fatto di altri libri, quelli che, appunto, Diodoro leggeva e che ha riassunto o epitomato nella sua opera, la quale perciò svolge un fondamentale ruolo di conservazione e trasmissione del sapere.
Il greco di Diodoro è quello della koinè, il greco colloquiale, nel quale si inseriscono talora tratti classicistici in puro attico. L'editio princeps del testo greco della Biblioteca storica, infine, dopo la traduzione latina che Poggio Bracciolini fece dei primi cinque libri (Bologna, 1472), fu pubblicata a cura di Vincentius Opsopoeus a Basilea nel 1539, ma era limitata ai soli libri XVI-XX; la prima edizione completa fu pubblicata da Henri Estienne a Ginevra nel 1559.